# Mana-Örbäcken
Mana-Örbäcken är ett kommunalt naturreservat i Hagfors i Värmlands län. Marken i reservatet ägs helt av Hagfors kommun. Området är naturskyddat sedan 2017 och är 25 hektar stort. Reservatet består av rullstensåsen Mana som är bevuxen med tallskog samt Örbäcken som grävt en djup ravin och är omgiven av gammal naturskog. Reservatet ligger i direkt anslutning till Hagfors tätort och är populärt som strövområde. Reservatets huvudentré med informationstavlor är belägen vid Slalomvägen.
Många av träden i reservatet är över hundra år gamla och flera ovanliga arter som är beroende av död ved återfinns i området. Exempel på arter som åtefinns i reservatet är knärot, tallticka och stjärntagging. Insekter i döda träd drar till sig fåglar som hackspettar. I Örbäcken finns också en livskraftig stam av öring och fynd av flodpärlmussla har gjorts.
Reservatets västra del, mellan Örbäcken och Slalomvägen, består av ett flackt åsnät som bildats av samma isälv som också skapade rullstensåsen. Åsnätslandskapet är bevuxen mestadels av gles tallskog. Även den så kallade Sjukhusdammen som ligger där bäcken lämnar ravinen ingår i reservatet.
Uppströms ravinen rinner Örbäcken genom ett område med lugnare vatten där en våtmark har bildats. Våtmarken översvämmas regelbundet vid högre högre vattenflöde. Norr om reservatet, uppströms våtmarken, ägs marken av Stora Enso och området kring bäcken klassas som nyckelbiotop.

## Bildgalleri

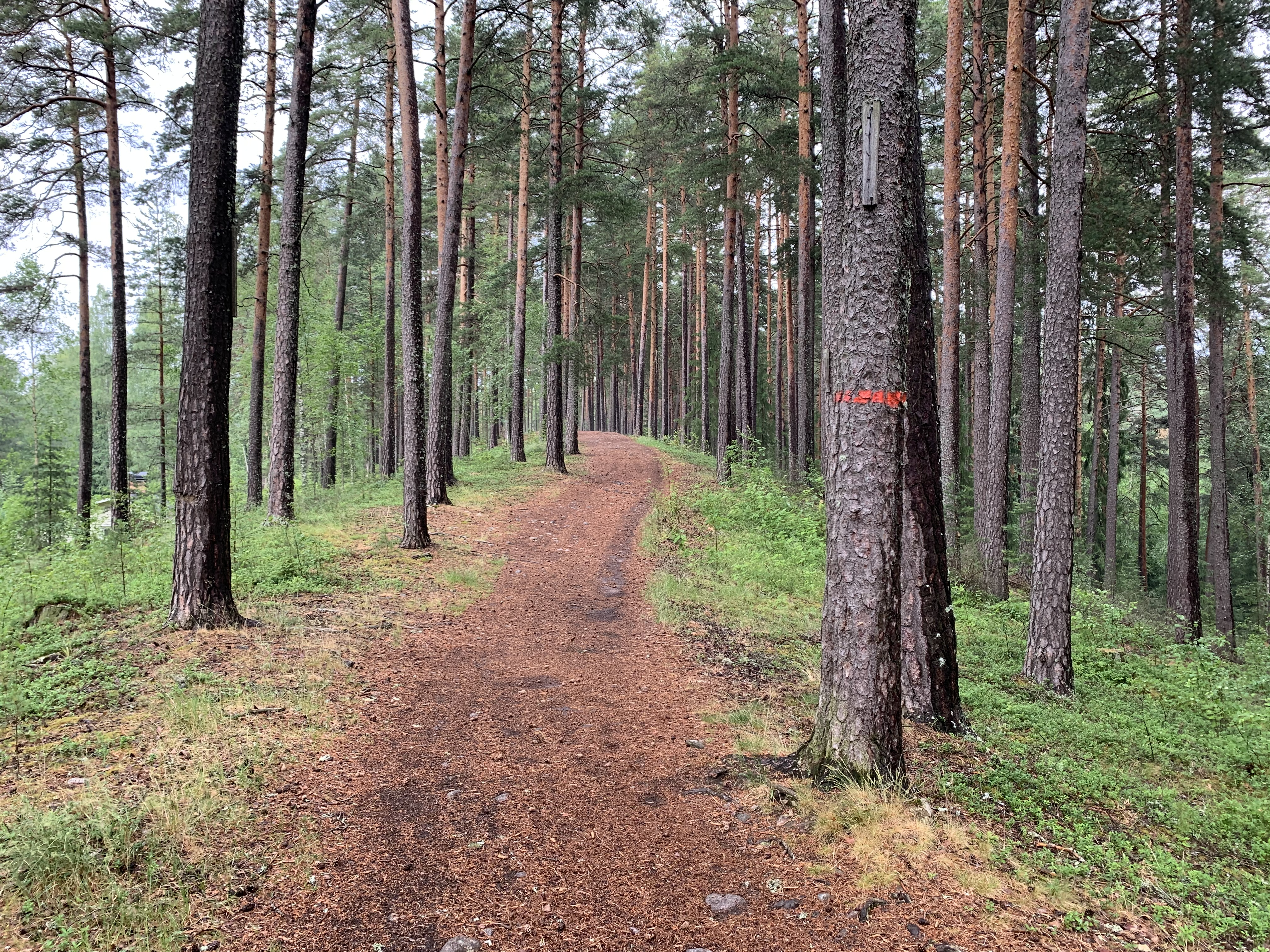
Rullstensåsen Mana
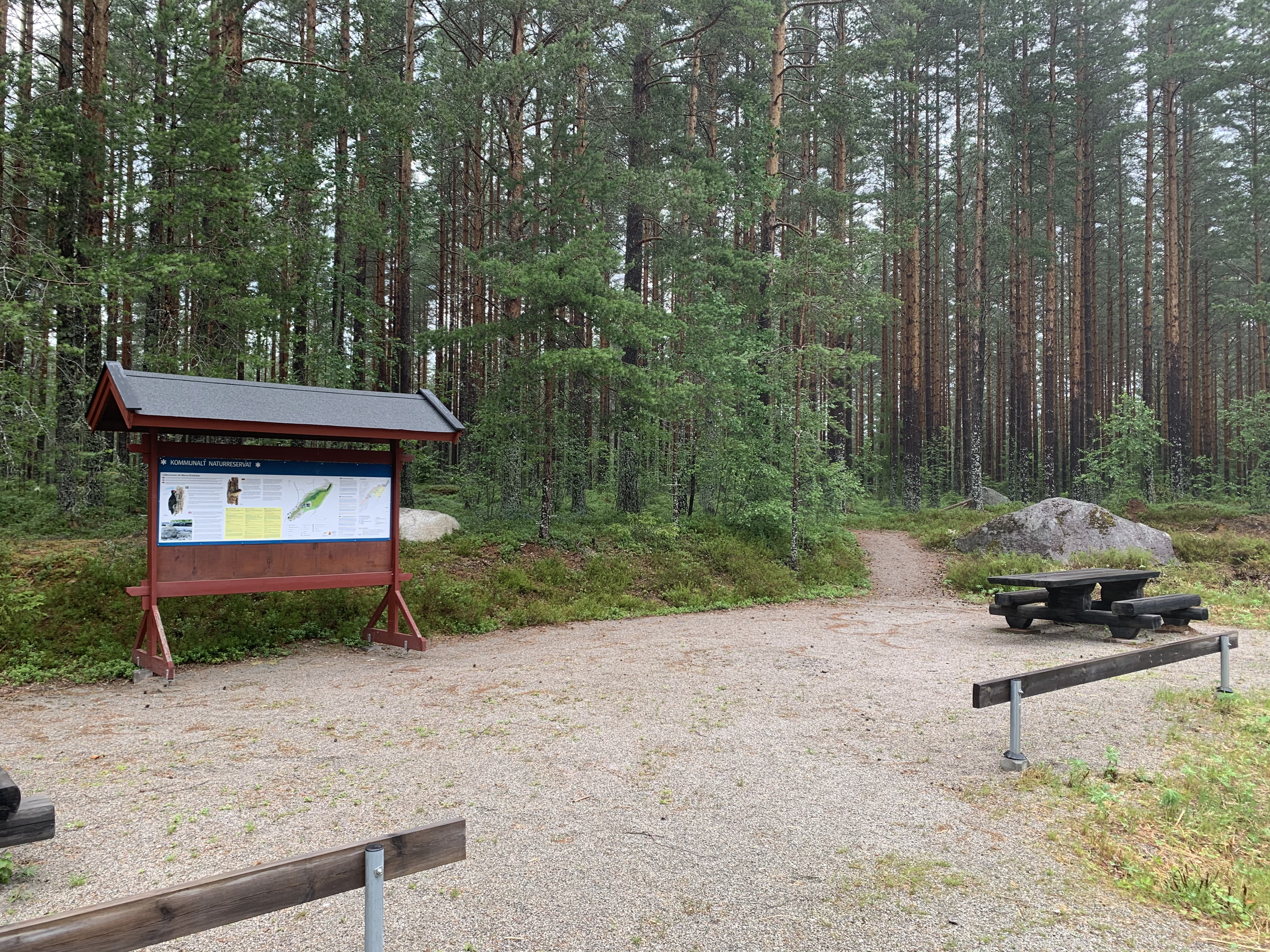
Huvudentré vid Slalomvägen
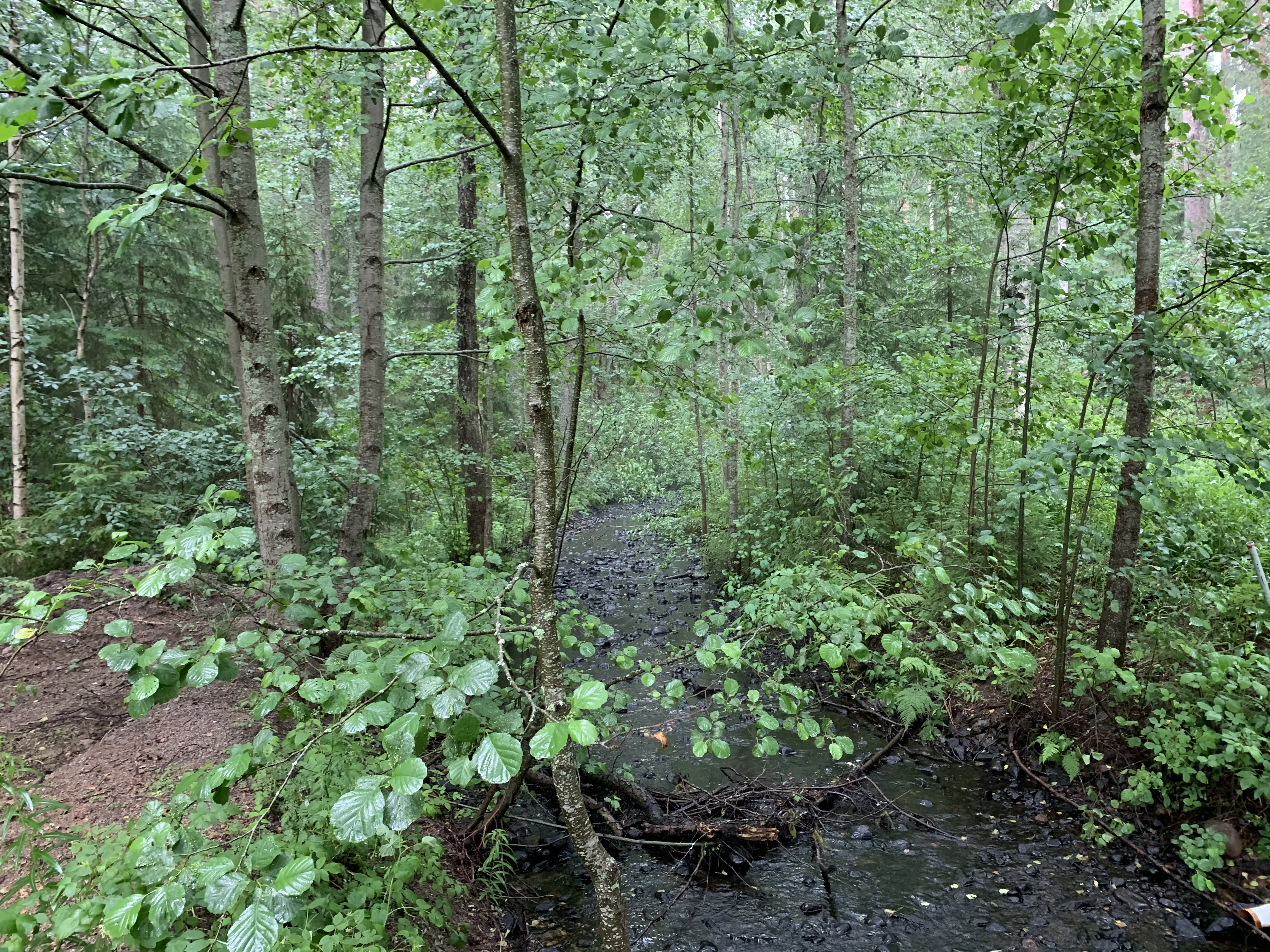
Närmast Sjukhusdammen är bäcken omgiven av klibbal och andra lövträd
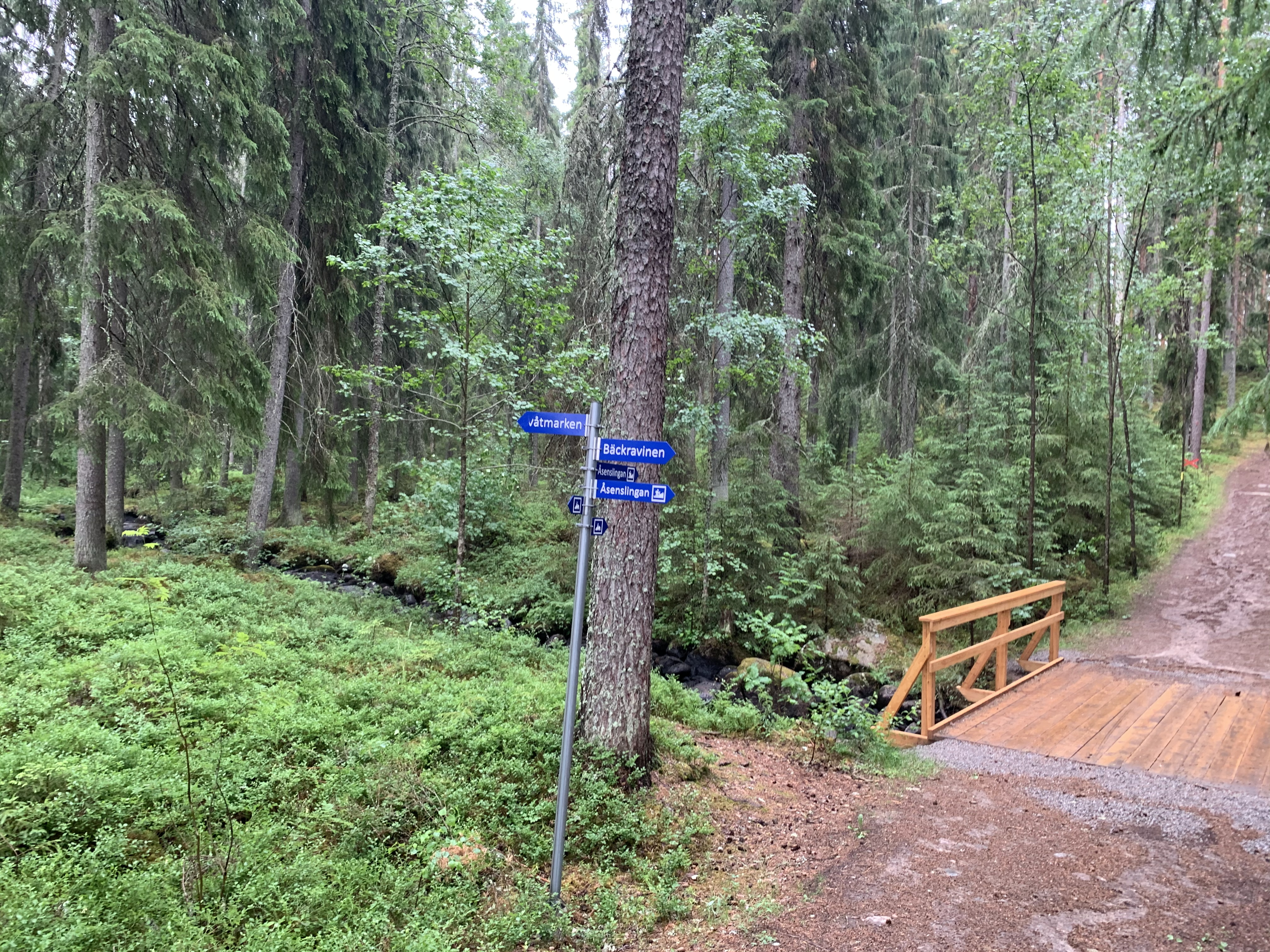
Skylt i norra delen av reservatet
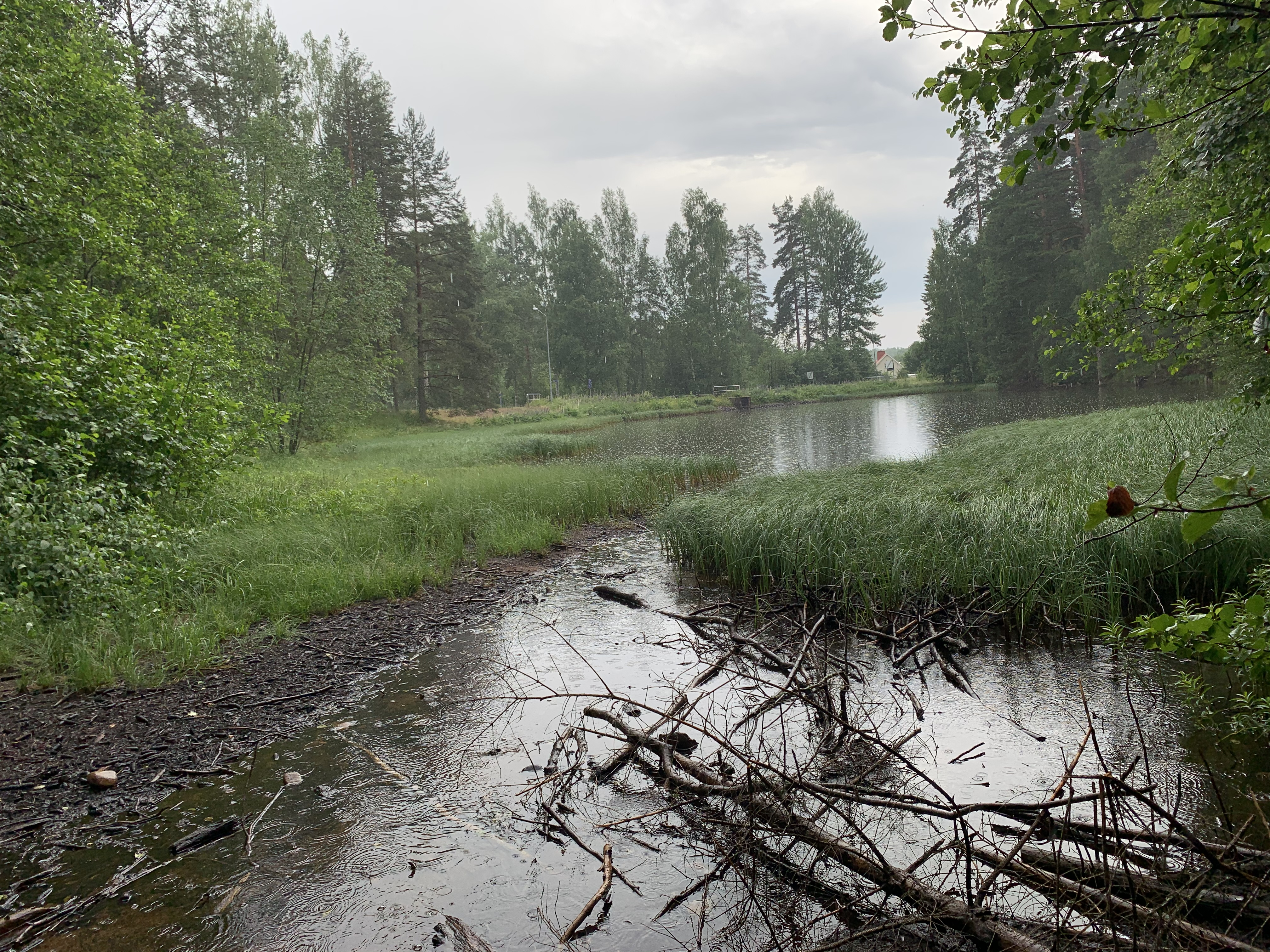
Sjukhusdammen
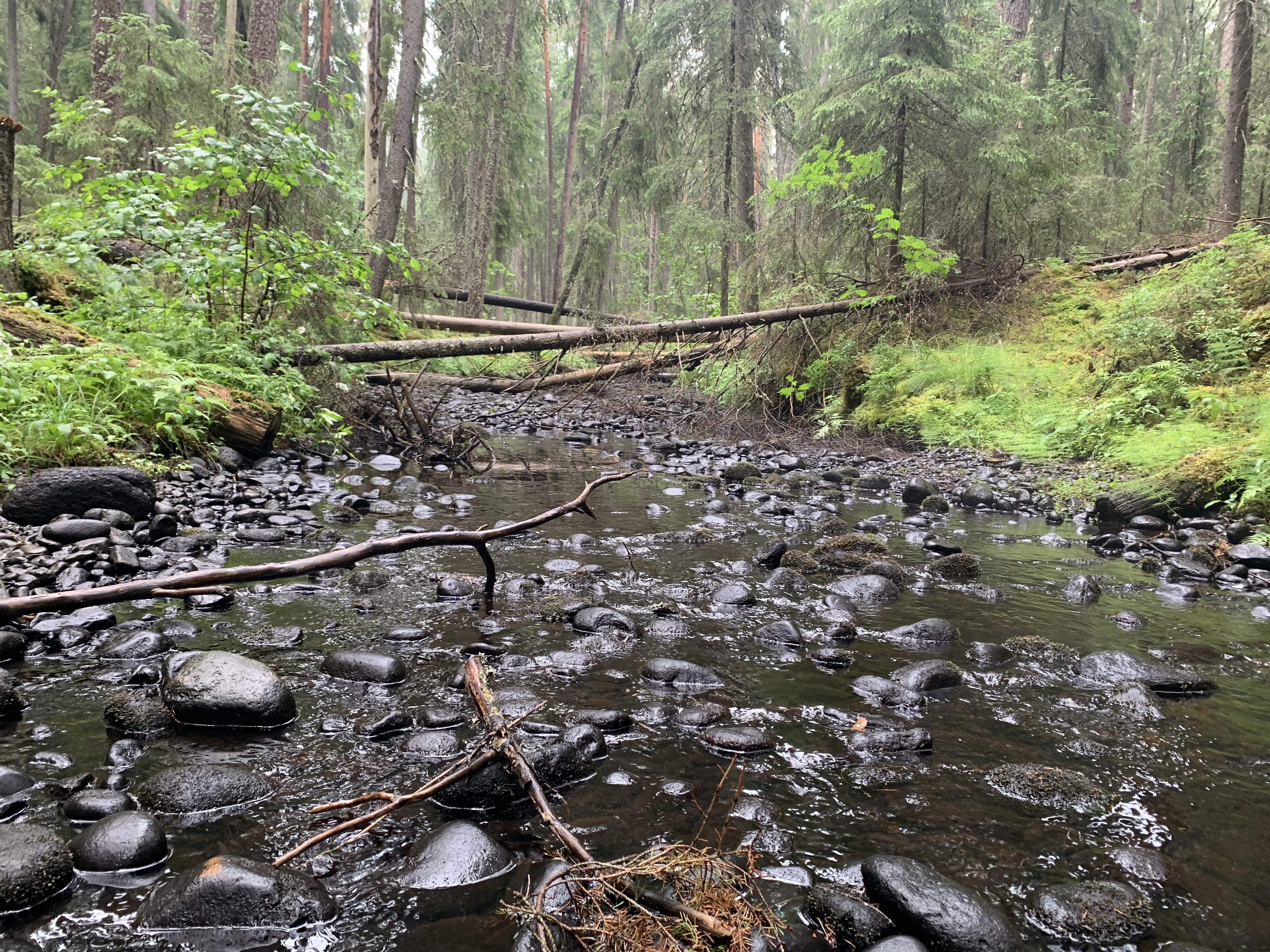
Döda träd över bäcken